# Lijst van rijksmonumenten in Hindeloopen
De plaats Hindeloopen (Hylpen) telt 33 inschrijvingen in het rijksmonumentenregister. Hieronder een overzicht. 
Voor een overzicht van alle beschikbare afbeeldingen zie de categorie Rijksmonumenten in Hindeloopen op Wikimedia Commons.
| Object | Oorspronkelijke functie?  | Bouwjaar                                                                                 | Architect              | Locatie         | Coördinaten?                  | Nr.?   | Afbeelding        |
| --- | ------------------------- | ---------------------------------------------------------------------------------------- | ---------------------- | --------------- | ----------------------------- | ------ | ----------------- |
| Schutsluis met houten ophaalbrug (Sluis Hindeloopen)                                                                        | Waterkering en -doorlaat  | 17e eeuw (sluis) 18e eeuw (brug) (oorspr.)                                               |                        | bij 't Oost 12  | 52° 56' 35" NB, 5° 24' 7" OL  | 18209  | Meer afbeeldingen |
| Diep pand onder zadeldak met eenvoudig puntgevel                                                                            | Woonhuis                  | 17e eeuw (achtergevel) 18e eeuw (voorgevel)                                              |                        | Buren 2         | 52° 56' 35" NB, 5° 23' 57" OL | 22166  | Meer afbeeldingen |
| Eenvoudig pand onder voor afgeschuind zadeldak                                                                              | Werk-woonhuis             |                                                                                          |                        | Buren 26        | 52° 56' 37" NB, 5° 24' 0" OL  | 22167  | Meer afbeeldingen |
| Herbouwde typische Hindelooper gevel met gebogen deurnis, twee friezen, kleine openingen in de top en kruisvensters beneden | Woonhuis                  |                                                                                          |                        | Kalverstraat 7  | 52° 56' 37" NB, 5° 24' 7" OL  | 22168  | Meer afbeeldingen |
| Pand onder voor afgeschuind zadeldak                                                                                        | Woonhuis                  |                                                                                          |                        | Kalverstraat 13 | 52° 56' 38" NB, 5° 24' 7" OL  | 22169  | Meer afbeeldingen |
| Klein pand onder zadeldak tussen topgevels doorsneden door een geblokt fries                                                | Woonhuis                  | 1724 (mogelijk)                                                                          |                        | Kalverstraat 4  | 52° 56' 37" NB, 5° 24' 8" OL  | 22170  | Meer afbeeldingen |
| Grote Kerk | Kerk en kerkonderdeel     | 1593 (toren) 1632 (kerk) (op 16e-eeuwse fundamenten) 1724 (torenspits) 1892 (verbouwing) | C. Piters (torenspits) | Kerkstraat 1    | 52° 56' 35" NB, 5° 23' 55" OL | 22171  | Meer afbeeldingen |
| Museum Hindeloopen (voorheen Hidde Nijland Museum, voormalig raadhuis)                                                      | Bestuursgebouw en onderdl | 1682 1823 (verbouwing)                                                                   |                        | Dijkweg 3       | 52° 56' 36" NB, 5° 23' 55" OL | 22173  | Meer afbeeldingen |
| Voormalig raadhuis | Bestuursgebouw en onderdl | 1795                                                                                     |                        | Nieuwe Weide 1  | 52° 56' 30" NB, 5° 24' 7" OL  | 22174  | Meer afbeeldingen |
| Pand onder voor afgeschuind zadeldak met topschoorsteen met bord en dakkapel                                                | Woonhuis                  | rond 1850 (kern mogelijk ouder)                                                          |                        | Nieuwe Weide 5  | 52° 56' 30" NB, 5° 24' 6" OL  | 22175  | Meer afbeeldingen |
| Pand met vernieuwd bovendeel onder zadeldak tegen puntgevel                                                                 | Woonhuis                  |                                                                                          |                        | Nieuwe Weide 7  | 52° 56' 30" NB, 5° 24' 5" OL  | 22176  | Meer afbeeldingen |
| Stadsboerderij van het stelptype met zijlangsdeel                                                                           | Boerderij                 | 1797 tweede helft 19e eeuw (voorgevel)                                                   |                        | Nieuwe Weide 9  | 52° 56' 29" NB, 5° 24' 4" OL  | 22177  | Meer afbeeldingen |
| Eenvoudig hoekpand onder voor afgeschuind zadeldak met topschoorsteen                                                       | Woonhuis                  |                                                                                          |                        | Nieuwe Weide 4  | 52° 56' 31" NB, 5° 24' 5" OL  | 22178  | Meer afbeeldingen |
| Breed pand onder schilddak met topschoorstenen en grote dakkapel                                                            | Woonhuis                  | rond 1850                                                                                |                        | Nieuwstad 5     | 52° 56' 32" NB, 5° 24' 7" OL  | 22179  | Meer afbeeldingen |
| Pand onder zadeldak tegen gebeeldhouwde klokgevel                                                                           | Werk-woonhuis             | 1794                                                                                     |                        | Nieuwstad 15    | 52° 56' 33" NB, 5° 24' 8" OL  | 22180  | Meer afbeeldingen |
| Pand onder zadeldak tegen puntgevel doorsneden door twee niet versierde friezen onder waterlijsten                          | Werk-woonhuis             |                                                                                          |                        | Nieuwstad 21    | 52° 56' 33" NB, 5° 24' 9" OL  | 22181  | Meer afbeeldingen |
| Eenvoudig pand onder voor afgeschuind zadeldak met topschoorsteen met bord en dakkapel                                      | Woonhuis                  |                                                                                          |                        | Nieuwstad 25    | 52° 56' 34" NB, 5° 24' 9" OL  | 22182  | Meer afbeeldingen |
| Stadsboerderij van het stelptype met aan de brede zijde aangebouwd woonhuis                                                 | Boerderij                 | 18e eeuw (woonhuis) 19e eeuw (schuur) ca. 1870 (voorgevel)                               |                        | Nieuwstad 49    | 52° 56' 37" NB, 5° 24' 11" OL | 22183  | Meer afbeeldingen |
| Pand onder zadeldak tegen klokgevel                                                                                         | Werk-woonhuis             | 1764                                                                                     |                        | Nieuwstad 12    | 52° 56' 32" NB, 5° 24' 8" OL  | 22184  | Meer afbeeldingen |
| Pand onder zadeldak tussen puntgevels met nieuwe voorgevel en achtergevel met twee friezen                                  | Woonhuis                  |                                                                                          |                        | Nieuwstad 22    | 52° 56' 32" NB, 5° 24' 9" OL  | 22185  | Meer afbeeldingen |
| Tot woning ingericht zomerhuis met puntgevels met fries                                                                     | Woonhuis                  |                                                                                          |                        | Nieuwstad 24    | 52° 56' 32" NB, 5° 24' 10" OL | 22186  | Meer afbeeldingen |
| Zomerhuis onder zadeldak tussen topgevels met toppilasters en fries                                                         | Woonhuis                  |                                                                                          |                        | Nieuwstad 32    | 52° 56' 33" NB, 5° 24' 10" OL | 22187  | Meer afbeeldingen |
| Dubbel pand onder schilddak met hoekschoorstenen waarop bord met houten bekroning                                           | Woonhuis                  | rond 1880 (kern ouder)                                                                   |                        | Nieuwstad 34    | 52° 56' 33" NB, 5° 24' 10" OL | 22188  | Meer afbeeldingen |
| Gebouw Irene | Woonhuis                  | 1714 1938 (restauratie)                                                                  |                        | Nieuwstad 36    | 52° 56' 34" NB, 5° 24' 10" OL | 22189  | Meer afbeeldingen |
| Eenvoudig pand met gepleisterde gevel onder voor afgeschuind zadeldak                                                       | Woonhuis                  |                                                                                          |                        | Nieuwstad 44    | 52° 56' 35" NB, 5° 24' 11" OL | 22190  | Meer afbeeldingen |
| Sylhús, sluiswachterswoning met "leugenbank" en houten klokkentoren met spits                                               | Dienstwoning              | 17e eeuw (huis) 1785 ("leugenbank") 19e eeuw (klokkentoren)                              |                        | 't Oost 12      | 52° 56' 37" NB, 5° 24' 10" OL | 22191  | Meer afbeeldingen |
| Eenvoudig pand onder zadeldak tegen puntgevel met schoorsteen                                                               | Woonhuis                  |                                                                                          |                        | Oosterdijk 1    | 52° 56' 32" NB, 5° 25' 8" OL  | 22192  | Meer afbeeldingen |
| Stadsboerderij van het stolptype waarvan het voorschild onder met blauw verglaasde golfjespannen gedekt schilddak           | Boerderij                 | 18e eeuw (verm.) 19e eeuw (voorgevel)                                                    |                        | Tuinen 17       | 52° 56' 36" NB, 5° 24' 4" OL  | 22193  | Meer afbeeldingen |
| Stadsboerderij van het stolptype met inrit aan de voorzijde                                                                 | Boerderij                 |                                                                                          |                        | Tuinen 31       | 52° 56' 38" NB, 5° 24' 6" OL  | 22194  | Meer afbeeldingen |
| Doopsgezinde Kerk | Kerk en kerkonderdeel     | 1653 (oorspr.) 1838 (verbouwing) 1931 (verbouwing)                                       |                        | Tuinen 12       | 52° 56' 35" NB, 5° 24' 3" OL  | 22195  | Meer afbeeldingen |
| Westelijke havendam | Aanlegvoorziening         |                                                                                          |                        | t.o. 't Oost 1  | 52° 56' 41" NB, 5° 24' 7" OL  | 22196  | Meer afbeeldingen |
| Badpaviljoen | Sport en recreatie        | 1913-1914                                                                                |                        | Westerdijk 2    | 52° 55' 59" NB, 5° 24' 14" OL | 513627 | Meer afbeeldingen |
| Reddingboothuisje KNRM | Transport                 | 1911                                                                                     |                        | t.o. 't Oost 1  | 52° 56' 40" NB, 5° 24' 6" OL  | 513628 | Meer afbeeldingen |